# Heterophleps sinearia
Heterophleps sinearia är en fjärilsart som beskrevs av Eugen Wehrli 1931. Heterophleps sinearia ingår i släktet Heterophleps och familjen mätare. Inga underarter finns listade i Catalogue of Life.